# Cainamé
O Cainamé ou Canaimé é uma personagem mítica que, segundo a crença das tribos macuxi e uapixana, é responsável por acontecimentos maléficos. Age principalmente sob o definhamento e morte daqueles que cometem atos reprováveis.